# M142 HIMARS
M142 HIMARS (akronim za High Mobility Artillery Rocket System - Visokomobilni artilerijski raketni sistem) je ameriški sistem lahkega večcevnega raketometa na standardnem pettonskem tovornjaku M1140 iz družine srednjih taktičnih vozil (FMTV). Razvit je bil v poznih 1990. letih za Kopensko vojsko Združenih držav Amerike.
Oborožitev predstavlja ohišje s šestcevnim raketometom GMLRS ali eno raketo ATACMS. Odvisno od različice ima (G)MLRS doseg do 78 km, ATACMS pa do 300 km. Ohišja so izmenljiva z M270 MLRS, pri čemer pa lahko slednji nosi dva, za razliko od HIMARS, ki nosi samo enega. HIMARS ima tročlansko posadko iz poveljnika, voznika in strelca. Rakete so vodene z GPS. Sistem ima integrirano dvigalko za nakladanje raket, ki jih posadka naloži s spremljevalnega vozila v 4–5 minutah.
Raketomet in nadzorne sisteme proizvaja podjetje Lockheed Martin Missiles & Fire Control.

## Uporaba
HIMARS je ob uvedbi uspešno zapolnil vrzel v razponu dosegov 27 do 70 km, ki je pestila ameriške kopenske sile, zato se je hitro uveljavil pri poveljnikih. Prvič je bil uporabljen med zavezniškim posredovanjem v iraški vojni, v novejšem času pa ima vidnejšo vlogo v ruski invaziji na Ukrajino; ZDA so ukrajinski vojski dobavile 39 primerkov v sklopu programa vojaške pomoči. Z njimi so Ukrajinci izvedli več odmevnejših napadov na ruske poveljniške položaje, logistične centre in koncentracije vojakov. Do februarja 2023 je ukrajinska vojska po poročanju CNN s HIMARS-i izstrelila približno 9500 raket. Ruski minister za obrambo Sergej Šojgu jih je označil kot prioritetno tarčo, vendar do januarja 2024 ni bil uničen še noben sistem.

### Uporabniki
- Oborožene sile Združenih držav Amerike
  - Kopenska vojska Združenih držav Amerike
  - Kopenska nacionalna garda Združenih držav Amerike
  - Korpus mornariške pehote Združenih držav Amerike
- Oborožene sile Romunije
- Oborožene sile Singapurja
- Oborožene sile Ukrajine
- Oborožene sile Združenih arabskih emiratov
- Oborožene sile Jordanije
- Oborožene sile Poljske